# Jana Fett
Pour les articles homonymes, voir Fett.
Jana Fett, née le 2 novembre 1996, à Zagreb, est une joueuse croate de tennis.

## Carrière professionnelle
Jana Fett commence sa carrière sur le circuit ITF en 2013. Elle a remporté, à ce jour, 7 titres en simple et 5 en double.
En 2014, elle parvient en finale du simple junior filles à l'Open d'Australie, elle est battue par la Russe  Elizaveta Kulichkova.
Elle débute sur le circuit WTA en simple en 2017 lors du tournoi de Hobart au cours duquel elle réussit à parvenir en demi-finale en échouant face à la future vainqueure Elise Mertens.
Le 5 novembre 2023, elle dispute sa 1re finale de tournoi WTA 125 à Midland mais elle est battue par la Russe Anna Kalinskaya.

## Palmarès

### Finale en simple en WTA 125
| No | Date       | Nom et lieu du tournoi      | Catégorie | Dotation  | Surface    | Vainqueure      | Score    |          |
| -- | ---------- | --------------------------- | --------- | --------- | ---------- | --------------- | -------- | -------- |
| 1  | 30-10-2023 | Dow Tennis Classic, Midland | WTA 125   | 115 000 $ | Dur (int.) | Anna Kalinskaya | 7-5, 6-4 | Parcours |

## Parcours en Grand Chelem

### Simples dames
| Année | Open d'Australie | Open d'Australie   | Internationaux de France | Internationaux de France | Wimbledon       | Wimbledon       | US Open | US Open         |
| ----- | ---------------- | ------------------ | ------------------------ | ------------------------ | --------------- | --------------- | ------- | --------------- |
| 2016  | Q2               | Nicole Gibbs       | —                        | —                        | —               | —               | —       | —               |
| 2017  | —                | —                  | Q2                       | Beatriz Haddad Maia      | Q3              | Anna Blinkova   | Q3      | Danielle Lao    |
| 2018  | 2e tour (1/32)   | Caroline Wozniacki | Q1                       | Diane Parry              | 1er tour (1/64) | Daria Kasatkina | Q3      | Danielle Lao    |
| 2019  | Q1               | Sofya Zhuk         | —                        | —                        | —               | —               | —       | —               |
| 2020  | —                | —                  | Q1                       | Dalma Gálfi              | Annulé          | Annulé          | —       | —               |
| 2021  | Q2               | Francesca Jones    | Q2                       | Olga Govortsova          | Q2              | Wang Yafan      | Q1      | Rebeka Masarova |
| 2022  | Q2               | Viktória Kužmová   | Q1                       | Louisa Chirico           | 1er tour (1/64) | Iga Świątek     | —       | —               |
| 2024  | Q1               | Dominika Šalková   | 2e tour (1/32)           | Marie Bouzková           | Q1              | Talia Gibson    | Q1      | Jessika Ponchet |
| 2025  | 1er tour (1/64)  | Harriet Dart       | Q2                       | Varvara Lepchenko        | Q3              | Ella Seidel     |         |                 |

N.B. : à droite du résultat se trouve le nom de l'ultime adversaire.

## Parcours en WTA 1000
Les tournois WTA « Premier Mandatory » et « Premier 5 » (entre 2009 et 2020) et WTA 1000 (à partir de 2021) constituent les catégories d'épreuves les plus prestigieuses, après les quatre levées du Grand Chelem. 

De 2009 à 2023, les tournois Premier Mandatory (dits tournois WTA 1000 obligatoires entre 2021 et 2023) regroupent Indian Wells, Miami, Madrid et Pékin, les autres constituant les tournois Premier 5 (tournois WTA 1000 non-obligatoires). À partir de 2024, le nombre de tournois WTA 1000 passe à 10 par saison (fin de l’alternance Doha / Dubaï), ces derniers devenant tous obligatoires et offrant tous 1000 points à la vainqueure (contre 900 points précédemment pour les tournois Premier 5).

### En simple dames
| Année |       |              |       |        |      |                         |            |       |       |                             |  |  |
| Doha  | Dubaï | Indian Wells | Miami | Madrid | Rome | Canada                  | Cincinnati | Pékin | Wuhan | Wuhan                       |  |  |
| Doha  | Dubaï | Indian Wells | Miami | Madrid | Rome | Canada                  | Cincinnati | Pékin | Wuhan | Wuhan                       |  |  |
| Doha  | Dubaï | Indian Wells | Miami | Madrid | Rome | Canada                  | Cincinnati | Pékin | Wuhan | Wuhan                       |  |  |
| 2024  |       |              |       |        |      |                         |            |       |       | 2e tour (1/32) D. Kasatkina |  |  |
| 2025  |       |              |       |        |      | 1er tour (1/64) B. Pera |            |       |       |                             |  |  |

Sous le résultat, l’ultime adversaire.
1. 1 2   Les tournois de Doha et Dubaï alternent le statut de tournoi WTA 1000 (ex Premier 5) entre 2009 et 2023 : les trois premières éditions ont lieu à Dubaï, les trois suivantes à Doha, puis Dubaï accueille le tournoi de cette catégorie les années impaires et Dubaï les années paires. De 2011 à 2023, la ville qui n’accueille pas de WTA 1000 organise à la place un tournoi WTA 500 (ex Premier).
2. 1 2 3 4 5 6   L’ordre de déroulement des tournois a évolué depuis 2009 : Rome se dispute avant Madrid et Cincinnati avant Montréal/Toronto jusqu’en 2010, tandis que Tokyo/Wuhan/Guadalajara ont lieu avant Pékin jusqu’en 2023.

## Classements WTA en fin de saison
| Année          | 2013 | 2014 | 2015 | 2016 | 2017 | 2018 | 2019 | 2020 | 2021 | 2022 | 2023 | 2024 |
| Rang en simple | 1044 | 548  | 231  | 196  | 98   | 206  | 262  | 209  | 231  | 271  | 150  | 139  |
| Rang en double | 1051 | 760  | 451  | 630  | 469  | 471  | 450  | 478  | 560  | 850  | 917  | 566  |

Source : (en) Classements de Jana Fett sur le site officiel de la Fédération internationale de tennis